# Choteau
Choteau is een plaats (city) in de Amerikaanse staat Montana, en valt bestuurlijk gezien onder Teton County. Er bevindt zich een kleine Gereformeerde Gemeente (Netherlands Reformed Congregation) met 11 leden in 2020.

## Demografie
Bij de volkstelling in 2000 werd het aantal inwoners vastgesteld op 1781.
In 2006 is het aantal inwoners door het United States Census Bureau geschat op 1710, een daling van 71 (-4,0%).

## Geografie
Volgens het United States Census Bureau beslaat de plaats een oppervlakte van
4,6 km², geheel bestaande uit land. Choteau ligt op ongeveer 1164 m boven zeeniveau.

## Plaatsen in de nabije omgeving
De onderstaande figuur toont nabijgelegen plaatsen in een straal van 40 km rond Choteau.